# Nello Paratore
Carmine Paratore, detto Nello (Il Cairo, 8 aprile 1912 – Roma, 16 luglio 1991), è stato un cestista e allenatore di pallacanestro italiano.
Ha conquistato un oro europeo con l'Egitto nel 1949 ed è stato l'unico a condurre la nazionale italiana a tre olimpiadi (1960, 1964, 1968).

## Carriera

### In Egitto
Nacque al Cairo nel 1912 da una famiglia di emigrati italiani (antenati catanesi) e fu tra i pionieri della pallacanestro egiziana divenendo, nel 1930, uno dei fondatori della Federazione cestistica egiziana.
Dopo aver giocato nell'appena nato campionato egiziano, nel 1935 cominciò la carriera di allenatore.
Durante la Seconda guerra mondiale venne internato dalle autorità egiziane e rimase in prigionia fino al 1944.
Alla fine del conflitto riprese la sua attività di allenatore, prima in Armenia e poi nuovamente in Egitto.
Dopo un breve periodo come vice di Neal Harris nella nazionale egiziana, venne allontanato dalla squadra alla vigilia delle olimpiadi di Londra del 1948.
I brutti risultati ottenuti nel torneo dalla formazione egiziana provocarono molti cambi ai vertici della federazione e Paratore venne richiamato come capo allenatore della nazionale.
L'anno seguente vinse a sorpresa i campionati europei disputati proprio in Egitto.
Successivamente condusse la nazionale egiziana ai mondiali del 1950, ai Giochi del Mediterraneo del 1951 (dove conquistò la medaglia d'oro) e alle olimpiadi di Helsinki del 1952.

### Le nazionali italiane
Nel 1954 giunse in Italia su invito di Decio Scuri, occupandosi della nazionale femminile. Nel 1956 l'abbandono di Jim McGregor gli aprì le porte della nazionale maschile che guidò per 11 anni, portandola a due mondiali e tre olimpiadi (raggiungendo il quarto posto nel 1960 e il quinto nel 1964).

### In serie A
Nel dicembre 1962, è subentrato a coach Bianca alla guida della Sincat Siracusa che partecipava alla Serie A Seconda Serie. L'occasione si è presentata quando Paratore ha deciso di prendere un incarico alla Società Industriale Catanese (Sincat, per l'appunto) nel polo petrolchimico siracusano, voluto dal dirigente Paolo Bertocco, lasciando quindi l'attività federale, con la possibilità di riprenderla in seguito saltuariamente. Il 23 dicembre ha esordito contro il Vasco Monopoli. Il 28 gennaio 1963, tuttavia, l'allenatore ha dovuto riprendere servizio in Nazionale, dopo aver raggiunto l'accordo economico con il presidente federale Decio Scuri e aver invalidato il contratto con i siracusani. Il 3 febbraio ha guidato i siracusani un'ultima volta, nella sconfitta contro Roseto, cedendo poi la squadra a coach Garano.
Nel 1968 abbandonò la guida della nazionale e nel 1969 esordì in Serie A, guidando per una stagione prima la Virtus Bologna e poi l'APU Udine. Nel 1972 venne richiamato dalla federazione egiziana per guidare la nazionale ai giochi olimpici del 1972. Nel 1973 si stabilì a Roma allenando la Lazio e la Virtus Roma, che portò dalla serie B alla A1 in quattro stagioni.

### Gli ultimi anni
Dopo il ritiro da allenatore lavorò al CONI come insegnante e rimase ancora qualche anno nel mondo della pallacanestro.
Morì a Roma nel 1991, a 79 anni.

## Palmarès

### Competizioni cestistiche per Nazionali
- Campionato europeo maschile di pallacanestro

Nazionale Egiziana: 1949, 
- Giochi del Mediterraneo

Nazionale Egiziana: 1951, 